# For a Few Dollars More (soundtrack)
For a Few Dollars More (Italiaans: Per qualche dollaro in più) is de originele soundtrack, gecomponeerd en gedirigeerd door Ennio Morricone voor de film For a Few Dollars More uit 1965 van Sergio Leone. Het album werd uitgebracht in 1965 door RCA Records.
De partituur werd uitgevoerd door Ennio Morricone e la sua Orchestra en het koor I Cantori Moderni di Alessandroni. Het album werd opgenomen met uitvoerend producent Matthias Scheller.

## Tracklijst
Alle muziek en teksten zijn geschreven door Ennio Morricone. 
| 1.                 | La Resa Dei Conti          | 3:06 |
| 2.                 | Osservatori Osservati      | 2:01 |
| 3.                 | Il Vizio Di Uccidere       | 2:24 |
| 4.                 | Il Colpo                   | 2:21 |
| 5.                 | Addio Colonnello           | 1:44 |
| 6.                 | Per Qualche Dollaro In Più | 2:50 |
| 7.                 | Poker D'Assi               | 1:15 |
| 8.                 | Carillon                   | 1:10 |
| Totale duur: 17:09 |                            |      |

| 1.                 | For a Few Dollars More (Main Theme)            | 3:50 |
| 2.                 | Watch Chimes (Carillon's Theme)                | 1:13 |
| 3.                 | Prison Break                                   | 2:41 |
| 4.                 | Discovered                                     | 0:46 |
| 5.                 | Chapel Shootout                                | 2:16 |
| 6.                 | Mortimer & The Chest                           | 2:25 |
| 7.                 | Slim Murdered                                  | 1:16 |
| 8.                 | More: Indio & Nino                             | 1:58 |
| 9.                 | The Wild One                                   | 1:20 |
| 10.                | Indio's Flashback                              | 2:11 |
| 11.                | To el Paso                                     | 0:53 |
| 12.                | Watch Chimes - Carillion's Theme (2nd Version) | 1:15 |
| Totale duur: 22:09 |                                                |      |

## Personeel
- Alessandro Alessandroni – fluiten
- Nino Culasso – trompet
- Bruno Battisti D'Amario – elektrische gitaar
- Edda Dell'Orso – zang
- Bruno Nicolai – orgel

## Hitnoteringen

### NPO Klassiek Filmmuziek Top 200
| For a Few Dollars More in de NPO Klassiek Filmmuziek Top 200 | For a Few Dollars More in de NPO Klassiek Filmmuziek Top 200 | For a Few Dollars More in de NPO Klassiek Filmmuziek Top 200 |
| Jaar                                                         | 2024                                                         | 2025                                                         |
| ------------------------------------------------------------ | ------------------------------------------------------------ | ------------------------------------------------------------ |
| Positie                                                      | 90                                                           | 65                                                           |